# Eate
Eate és un personatge de la mitologia basca. Crea tempestes i desastres naturals. En algunes fonts també és el déu del foc i del gel.
A la zona de Goierri es creu que és la causa de tempestes, riuades i forts vents. Quan s'acosta una calamarsa o un terrible incendi, se sent la seva veu.
Altres noms: Egata (Zegama), Ereheta (Azpeitia), Erots (Arakil), Erreate.
Les barbes d'Ereeta (Ereetaren bizarrak) són les flames d'un bosc o casa incendiat.

## Alguns altres personatges i vells déus arrel de la paraula Eate
Edelate o Edelas va ser un déu dels Pirineus de Comenge, a l'època romana. El seu nom apareix en algunes inscripcions, i pot tenir alguna cosa a veure amb Eate.
Es va trobar un altar amb una inscripció adreçada al déu Edelat de Luscan.